# Божків яр
Бо́жків Яр — місцина, урочище у Києві. Розташоване в Солом'янському районі, має вигляд улоговини, що розташована між Байковою горою, місцевостями Монтажник та Олександрівська слобідка. Орієнтовно обмежується Байковим кладовищем (зі сходу), вулицями Медвинською (з півдня) та Нечуя-Левицького (з заходу).

## Історія
Місцевість відома з кінця XIX — початку ХХ століття і походить від прізвища одного з місцевих мешканців — Божко. До місцевості прямує однойменна вулиця Олександрівської Слобідки — вулиця Божків Яр.